# لینا رافن
لینا رافن (به دانمارکی: Lina Rafn Sørensen) (۱۲ اوت ۱۹۷۶ در کپنهاگن دانمارک) خواننده زن دانمارکی، آهنگ‌ساز و تهیه‌کننده فعال در گروه موسیقی اینفرنال است.